# 多莱站
多莱站是里加-陶格夫匹尔斯铁路上的一个火车站，车站建于1884年，附近的居民点是萨拉斯皮尔斯。